# 會景閣
會景閣（英語：Convention Plaza Apartments）是香港一座可供買賣轉讓的單幢式服務式住宅。位於香港島灣仔北香港會議展覽中心西南旁，屬於會展中心舊翼四部份之一，由新世界發展及香港貿易發展局合作發展，1989年11月落成入伙。

## 大廈簡介
會景閣樓高35層（由11樓起計，至46樓頂層），合共有595個單位，平均每層都有19個單位（2號至20號單位）；有一房、二房和三房單位，單位面積平均是772呎至1872呎的大型單位，頂層更有3700呎至4287呎的巨型複式單位；由於全幢大廈所有單位都設有中央空調，故住戶無需自購冷氣機和暖爐等設備。
由於會景閣周邊一帶都是商業區和酒店，而會景閣的建築設計更與毗連的香港君悅酒店相近，故容易為外地遊客混淆，不了解會景閣實乃民居。

## 設施
提供桑拿、游泳池、網球場、壁球場、籃球場和桌球室等康樂設施，並自設小型超級市場、停車場，更有乾洗和女傭清潔服務。

## 景觀
雖然地處灣仔北部沿海地段，毗鄰維多利亞港，但是由於其北面有香港君悅酒店和香港萬麗海景酒店所阻擋，故大部份單位都看不到海景，實際上只有向西和東北的單位才有可能觀看維港景觀。

## 鄰近
- 香港會議展覽中心
- 會展廣場辦公大樓
- 香港君悅酒店
- 萬麗海景酒店
- 瑞安中心
- 灣景國際賓館
- 灣仔政府合署
- 會展站

## 交通
港鐵：
- █  東鐵綫：會展站B出口（步行3分鐘）

## 業主
- Juliana Yam
- 張燕南
- 梁司渝

## 外部連結
- 會景閣資料 （页面存档备份，存于）